# Breims kommun
Breims kommun (norska: Breim kommune) var en kommun i Sogn og Fjordane fylke i västra Norge. Kommunen omfattade den östra delen av nuvarande Gloppens kommun (Breims socken) samt ett mindre område i den nordöstra delen av nuvarande Sunnfjords kommun (Førde krets). Tätorten Re utgjorde kommunens centralort.

## Administrativ historik
Breims kommun upprättades den 1 januari 1886 genom utbrytning ur Gloppens kommun. Kommunen hade 1 823 invånare vid upprättandet.
Den 1 januari 1964 upplöstes kommunen och delades. Huvuddelen (med 1 731 invånare) fördes till Gloppens kommun medan Førde krets (med 38 invånare) fördes till Jølsters kommun (sedan den 1 januari 2020 en del av Sunnfjords kommun). Kommunen hade vid delningen totalt 1 769 invånare.